# James Braid
James Braid (Fife, 1795. – Manchester, 25. ožujka 1860.), škotski liječnik.